# Таршин Олексій Михайлович
Таршин Олексій Михайлович (2 жовтня 1906, Казань, Російська імперія —23 серпня 1986, Київ, Українська РСР, СРСР) — український актор. Народний артист Української РСР (1951).
Народився 2 жовтня 1906 р. в Казані. Брат актора М. М. Білоусова. Помер 23 серпня 1986 р. в Києві. Навчався в театральній школі при Казанському російському драматичному театрі (1924—1926). З 1937 р. працював у театрах Харкова і Києва. В 1962—1983 рр. був актором Київського російського драматичного театру ім. Лесі Українки.
Знявся у фільмах: «Зигмунд Колосовський» (1945, Рапс), «Карти» (1964), «Гадюка» (1965, епіз.), «Помилка Оноре де Бальзака» (1968, Конецпольський).